# XIV Brygada Kawalerii
XIV Brygada Kawalerii (XIV BK) – brygada kawalerii Wojska Polskiego II RP.
XIV Brygada sformowana została w 1924, w garnizonie Bydgoszcz, w składzie 3 Dywizji Kawalerii.
29 marca 1929, w wyniku rozformowania 3 DK, przemianowana została na Brygadę Kawalerii „Toruń”.

## Organizacja pokojowa brygady
- Dowództwo XIV Brygady Kawalerii
  - dowódca - płk dypl. Mieczysław Pożerski (1924–1929)
- 16 Pułk Ułanów Wielkopolskich
- 7 Pułk Strzelców Konnych Wielkopolskich